# VERA (Tunnelbohrmaschine)
Die Tunnelbohrmaschine VERA – Von der Elbe Richtung Alster – wurde am 15. Mai 2008 im Startschacht an der jetzigen Haltestelle Überseequartier der Hamburger Hochbahn nach bergmännischer Tradition getauft und der Heiligen Barbara (Schutzgöttin der Bergleute und Tunnelbohrer) durch Bischöfin Maria Jepsen geweiht. In den folgenden zwei Jahren grub VERA im Schildvortriebsverfahren die beiden jeweils etwa 2,8 km langen Tunnelröhren in einer maximalen Tiefe von 42 m unter der Hamburger Neustadt bis zur unterirdischen Station Jungfernstieg für die neue U-Bahn-Linie U4.

## Ablauf der Bohrungen

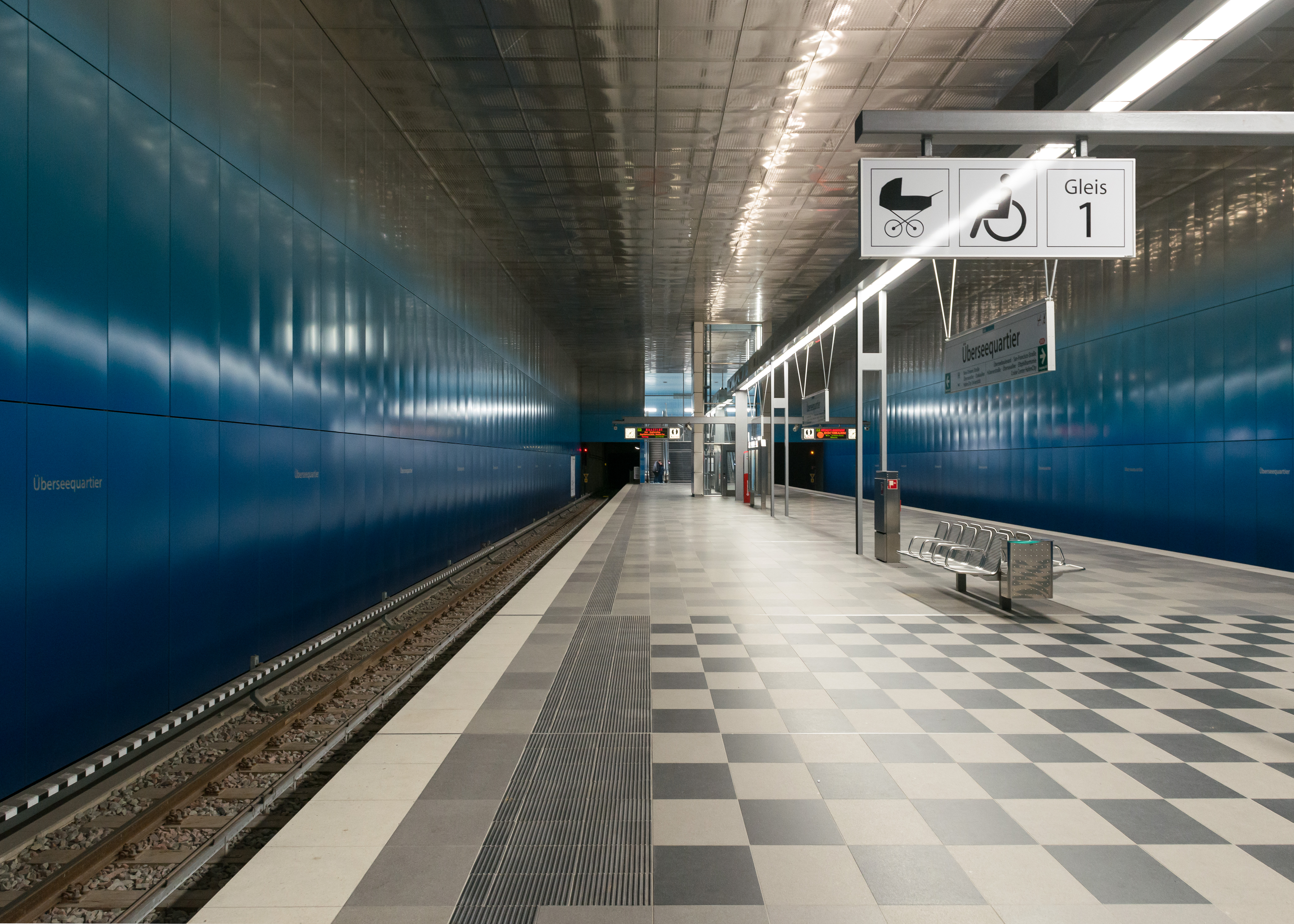
Die U-Bahnhaltestelle Überseequartier

Je „Fahrt“ wurden 40 Wochen veranschlagt. Die für das Frühjahr 2009 geplante Fertigstellung der ersten Röhre verschob sich in den Oktober 2009. Die Arbeiten an der zweiten Röhre begannen mit der Taufe der Maschine Anfang Januar 2010. Vorm Anleger am Jungfernstieg in der Binnenalster wurde dann der Bohrkopf abgetrennt, herausgehoben – eigens dafür musste die gegen eindringendes Wasser versiegelte Unterwasserstation durch einen Spundwandschacht geöffnet werden – und in die HafenCity zurücktransportiert, während die eigentliche Schildvortriebsmaschine (der „Nachläufer“) durch den Tunnel zurückgezogen wurde um (erneut mit dem Bohrkopf vereint) die zweite Röhre in Angriff zu nehmen. Die erneute Montage wurde für Umbau- und Verbesserungsarbeiten genutzt. Im Januar 2010 begann der zweite Anlauf bei zweistelligen Minustemperaturen. Ende November desselben Jahres wurde erneut der Jungfernstieg erreicht. In Vergleich zur Erstellung der ersten Röhre (16 Monate) wurde die Vortriebsdauer um fünf Monate verkürzt. Zum Jahresende wurde VERA erneut demontiert und in Einzelteilen im Hafen verladen. Von dort wurde das Gerät zur Herstellerfirma Herrenknecht in Schwanau am Rhein zurücktransportiert.

## Arbeitsweise
Das Schneidrad des Bohrers allein – mit einem Außendurchmesser von 6,57 Metern größer als der fertige Tunnelinnendurchmesser – wog mit Achse knapp 62 Tonnen, die komplette Schildvortriebsmaschine war etwa 74 Meter lang und hatte ein Gewicht von insgesamt 650 Tonnen. Dies mehr als sieben Mio. Euro teure Gerät – stets eine Einzelanfertigung für die jeweilige Aufgabe und Bodenbeschaffenheit – wurde von der Firma Herrenknecht aus Schwanau entwickelt und schaffte in 24 Stunden einen Vortrieb von etwa 10 Metern.
Starke Elektromotoren trieben das schwere Schneidrad, das zum Schutz vor Wassereinbrüchen unter Überdruck stand, mit Rollenmeißeln, Schälmessern und Räumern an und pressten es gegen das Erdreich, die so genannte Ortsbrust. Große Steine wurden automatisch ausgesondert und zertrümmert, nur größere Findlinge (>50 cm) mussten zusätzlich „von Hand“ zerkleinert werden. Der gesamte mit einer Bentonit-Suspension (diente zugleich als Stützflüssigkeit gegen den Druck der Erdmassen und verhindert durch sein spezifisches Gewicht das Eindringen von Grundwasser) verflüssigte Abraum wurde dann abgepumpt und über den Startschacht entsorgt. Dies war der Grund für die Wahl der Bohrrichtung vom Hafen Richtung Innenstadt, da so eine einfach Ent- und Versorgung ohne große Verkehrsbeeinträchtigungen durch die Baustelle gewährleistet wurde.
Auf der insgesamt 2,8 km langen Strecke traf VERA auf wechselnde Bodenformationen. Hierzu gehörten Wasser führende Sande, Kiese, Geschiebemergel und organische Weichschichten sowie Glimmerschluff und Glimmerton. Alle 600 m wurden Notausstiegsschächte angelegt, die zwischen 4 und 40 m tief waren. Die Notausstiege befanden sich am Dalmannkai, am Alsterfleet, am Alten Steinweg und der ABC-Straße. Im Rahmen der beiden Einsätze baute VERA insgesamt 190.000 m³ ab.
Die Bentonit-Suspension agierte thixotrop, das bedeutet, wenn sie in Bewegung geriet, z. B. geschüttelt oder gerührt wurde, reagierte sie wie eine Flüssigkeit und floss. Im Ruhezustand blieb sie scheinbar fest. So gelang in einem ständigen Kreislauf der schnelle Abtransport per Rohrleitung durch den fortwährend länger werdenden Tunnel: Durch eine Zentrifuge in der Separierungsanlage in Nähe des Startschachts wurde der Abraum wieder herausgelöst und getrennt abgefahren, die gereinigte Suspension konnte nun erneut verwendet werden und dazu zurück zur Ortsbrust gepumpt.
Zeitgleich mit dem Voranschreiten des Abräumens wurde die Tunnelröhre vom in die Vortriebsmaschine integrierten Erektor mit Tübbings ausgekleidet. Dieser riesige mechanische Arm stemmte die Stahlbetonteile in einer genau festgelegten Reihenfolge an die frisch gegrabene Tunnelwand. Zum Nachschub beförderte eine kleine Lorenbahn die Stahlbetonbauteile zur Maschine, wo sie ein Kran auf ein Förderband hob, das die Tübbings zum Erektor transportiert. Bei VERA bildeten jeweils sieben dieser gerundeten etwa 1,50 m breiten und 3,8 t schweren Betonelemente kreisförmig eingesetzt einen Tunnelring. An diesem soeben verlegten Tübbingring setzten dann die Hydraulikpressen des Tunnelbohrers an, um die gesamte Maschine weiter nach vorn zu drücken. Die Betontübbings wurden so genau berechnet und hergestellt, dass der Tunnelring insgesamt nur maximal 10 mm vom festgelegten Maß abweichen durfte damit die Röhre passgenau blieb.

## Namenssuche

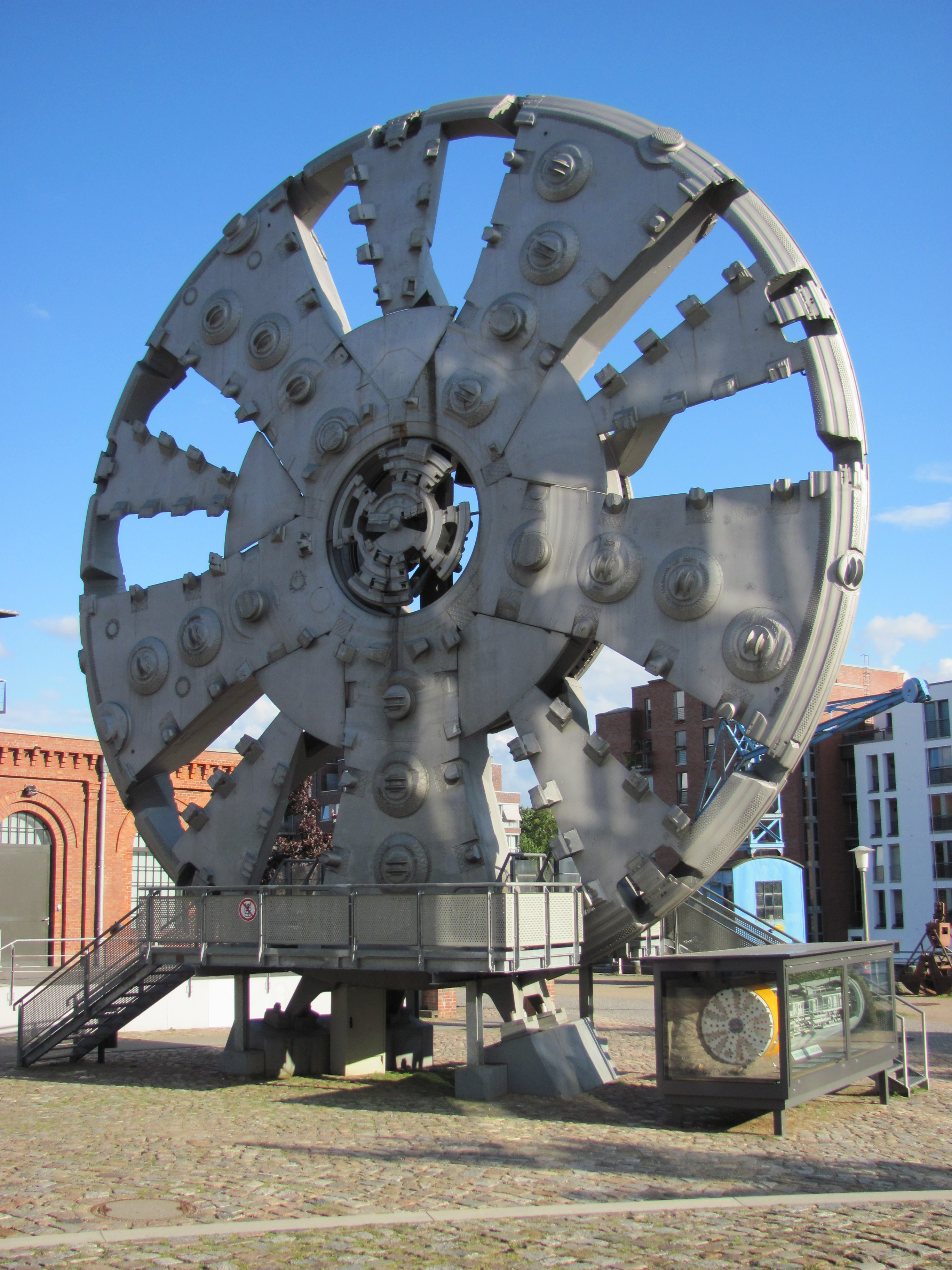
TRUDE vor dem Museum der Arbeit

Bis zum 22. April 2008 erhielt die Hamburger Hochbahn über 1200 Namensvorschläge für den Tunnelbohrer. Über 60 % der Stimmen fielen auf V.E.R.A. Dies war bereits das zweite Mal, dass ein in bzw. unter Hamburg eingesetzter Tunnelbohrer einen Namen erhielt, der durch ein Akronym gebildet wurde.
Die Schildvortriebsmaschine beim Bau der vierten Elbtunnelröhre wurde TRUDE benannt. Das Schneidschild ist heute beim Museum der Arbeit in Barmbek zu besichtigen.
Bei den früheren Einsätzen einer Schildvortriebsmaschine in Hamburg, wie 1907 beim Bau des Alten Elbtunnels oder der Unterquerung der Fernbahngleise 1958/59 zum Hauptbahnhof-Süd der U-Bahn-Linie U1 waren noch keine Namen üblich.